# Classe Yamashio Maru
La classe Yamashio Maru (山汐丸) est une classe de trois porte-avions d'escorte construits pour la Armée impériale japonaise pendant la Seconde Guerre mondiale. Initialement construit comme navire-citerne, seul le navire de tête est réquisitionné par l'Armée japonaise et transformé en porte-avions d'escorte. Il est coulé par l'Aviation américaine avant d'effectuer sa première mission.

## Construction
En 1944, l'Armée japonaise, qui avait déjà converti deux paquebots en navire d'assaut combiné et en porte-avions d'escorte, décide d'acquérir ses propres porte-avions fournissant une couverture aérienne anti-sous-marine pour les convois. L'armée affrète donc deux pétroliers Type 2TL en partie construits, le Yamashio Maru et Chigusa Maru, pour les convertir en porte-avions d'escorte auxiliaires.
Seul un pont d'envol d'une longueur de 107 mètres est ajouté. Le Yamashio Maru ne disposait pas de hangar, ses huit Kokusai Ki-76 étant stockés sur le pont. Son armement défensif était composé de seize canons de 25 mm Type 96, avec un projecteur de grenade anti-sous-marine placé à l'avant.

## Service opérationnel
Le Yamashio Maru est mis en service le 27 janvier 1945 et est coulé dans le port de Yokohama lors d'un bombardement américain le 17 février 1945. Ses sister-ships Chigusa Maru et Zuiun Maru n'étaient pas terminés lors de la reddition du Japon. Après la guerre, il serviront comme pétrolier.
Le Chigusa Maru est coulé en 1945. Le navire a été réparé, converti en pétrolier en 1945 et démoli à Sasebo en juin 1963. Le Zuiun Maru est mis au rebut à Osaka le 15 juin 1964.

## Photo

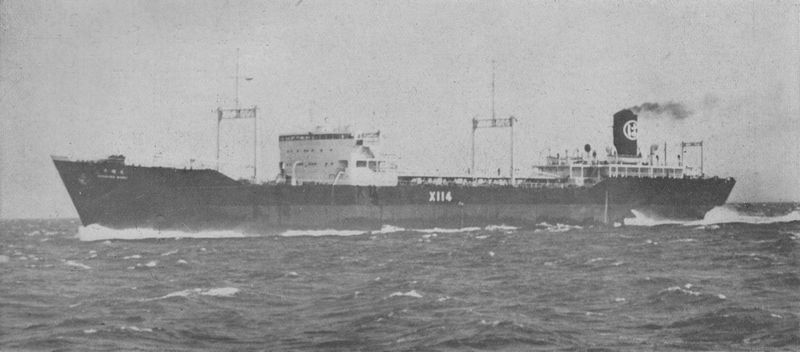
Le Chigusa Maru après la guerre.
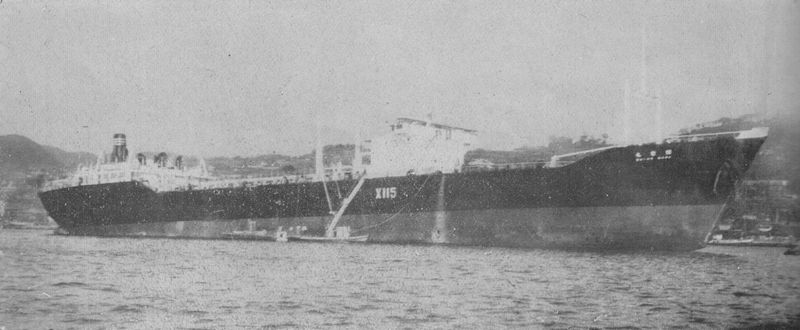
Le Zuiun Maru après la guerre.